# 인후음
인후음(咽喉音) 또는 목구멍소리는 목구멍에서 만들어지는 닿소리이다. 인두음, 후두개음, 성문음이 이에 속한다.

## 같이 보기
- 후두음 이론
- 조음 위치